# Suzanne Gervais
 (avril 2024).
La mise en forme du texte ne suit pas les recommandations de Wikipédia : il faut le « wikifier ».
Les points d'amélioration suivants sont les cas les plus fréquents :
- Les titres sont pré-formatés par le logiciel. Ils ne sont ni en capitales, ni en gras.
- Le texte ne doit pas être écrit en capitales (les noms de famille non plus), ni en gras, ni en italique, ni en « petit »…
- Le gras n'est utilisé que pour surligner le titre de l'article dans l'introduction, une seule fois.
- L'italique est rarement utilisé : mots en langue étrangère, titres d'œuvres, noms de bateaux, etc.
- Les citations ne sont pas en italique mais en corps de texte normal. Elles sont entourées par des guillemets français : « et ».
- Les listes à puces sont à éviter, des paragraphes rédigés étant largement préférés. Les tableaux sont à réserver à la présentation de données structurées (résultats, etc.).
- Les appels de note de bas de page (petits chiffres en exposant, introduits par l'outil «  Source ») sont à placer entre la fin de phrase et le point final[comme ça].
- Les liens internes (vers d'autres articles de Wikipédia) sont à choisir avec parcimonie. Créez des liens vers des articles approfondissant le sujet. Les termes génériques sans rapport avec le sujet sont à éviter, ainsi que les répétitions de liens vers un même terme.
- Les liens externes sont à placer uniquement dans une section « Liens externes », à la fin de l'article. Ces liens sont à choisir avec parcimonie suivant les règles définies. Si un lien sert de source à l'article, son insertion dans le texte est à faire par les notes de bas de page.
- La présentation des références doit suivre les conventions bibliographiques. Il est recommandé d'utiliser les modèles {{Ouvrage}}, {{Chapitre}}, {{Article}}, {{Lien web}} et/ou {{Bibliographie}}. Le mode d'édition visuel peut mettre en forme automatiquement les références.
- Insérer une infobox (cadre d'informations à droite) n'est pas obligatoire pour parachever la mise en page.

Pour une aide détaillée, merci de consulter Aide:Wikification.
Si vous pensez que ces points ont été résolus, vous pouvez retirer ce bandeau et améliorer la mise en forme d'un autre article.
Pour les articles homonymes, voir Gervais.
Suzanne Gervais (né le 26 mai 1936 à Montréal) a été une réalisatrice de cinéma d'animation de 1969 à 1998, formée à l'École des beaux-arts de Montréal.

## Biographie
Formée à l'École des beaux-arts de Montréal dans les années 1950, l’artiste Suzanne Gervais est considérée comme l'une des pionnières du cinéma d'animation canadien. Dès 1969, elle travaille au studio d'animation française de l’Office national du film du Canada (ONF), jusqu’en 1998, elle y réalise une dizaine de films. À la suite de sa carrière cinématographique, elle œuvre comme artiste-peintre pendant plusieurs années.
- 1959-1964 : Formation à l'École des beaux-arts de Montréal. Étudie avec Louis Archambault et Julien Hébert en sculpture, en gravure, avec Albert Dumouchel et Jacques de Tonnancour en peinture.
- 1960 :  Exposition au centre d'art de l'Élisée, à Montréal[4].
- 1969-1998 : Réalise dix films d’animation à l’ONF.
- 1998-2008 : Se consacre à la peinture, poursuivant son œuvre artistique.

## Filmographie
- 1971 : Cycle[5]
- 1975 : Climat[6]
- 1978 : La Plage[7]
- 1973 : Du coq à l'âne[8](Francine Desbiens et Suzanne Gervais)
- 1980 : Premier jours[9] (Linda Gagnon et Suzanne Gervais)
- 1983 : Trêve[10],[11]
- 1988 : L'Atelier[12]
- 1991 : Les Iris[13] (Suzanne Gervais et Jacques Giraldeau)
- 1993 : L'Attente[14]
- 1994 : Les Seins dans la tête[15], documentaire de Mireille Dansereau. séquences animées, Suzanne Gervais
- 1998 : Le Seuil[16]

## Prix et honneurs
- 1972 : Tchou-Tchou (conception des personnages et décors) sélectionné au Festival d’Annecy[17]
- 1980 : Premier jours (dessins et coréalisation), prix spécial du jury, Festival d’Annecy[18],[19].
- 1991 : Les Iris (huile sur toile et coréalisation) Festival des films du monde, prix meilleur court métrage, Montréal[20]

## Articles et critiques
- 1978 : Suzanne Gervais de Patrick Schupp[21]
- 1989 : Les douze meilleurs films d'animation produits à l'ONF de Marcel Jean[22]
- 1989 : Critique, L'Atelier de Marcel Jean[23]
- 1989 : Suzanne Gervais | Une oeuvre qui arrive à maturité de Pierre Hébert[24]
- 1993 : Entretien avec Suzanne Gervais de Marcel Jean[25]
- 1993 : Questions sans réponses de Marco de Blois[26]
- 1998 : Heureuse initiative de l’ONF. Vidéo : la Collection Mémoire de Réal La Rochelle
- 2006 : Entrée au Dictionnaire du cinéma québécois[3]